# Willem Westbroek
Willem Westbroek (Rotterdam, 21 september 1918 - aldaar, 16 april 1998) was een Nederlands graficus en kunstschilder. Hij wordt ook Willem W genoemd. Zijn werk wordt tot de naïeve kunst gerekend.

## Leven en werk
Westbroek begon rond zijn 23e levensjaar met schilderen en volgde een tijdlang onderwijs aan de Rotterdamse kunstacademie. Hij was een leerling van Herman Bieling. Zijn etsen en schilderijen hebben de sfeer van de droom en ze zijn naïef van voorstelling. Westbroek heeft naakten, landschappen en stadsgezichten gemaakt. Sommige etsen zijn somber en grauw, maar Westbroek tekende en schilderde vooral met veel groen en andere heldere kleuren. In veel werken van zijn hand kan een stukje Rotterdam herkend worden. Westbroek woonde op een woonboot, die tevens diende als atelier. Hij heeft op verschillende plaatsen in Rotterdam gewoond, waaronder aan de Voorhaven in Delfshaven.
Bij een tentoonstelling van zijn werk is een publicatie verschenen: Nico van der Endt & Willem Westbroek, Willem Westbroek: schilderijen = paintings, Rotterdam: Centrum Beeldende Kunst, 1989.
Jan Mulder (oud-voetballer, theatermaker en columnist) is een bewonderaar van het werk van Westbroek.